# 前立腺切除術
前立腺切除術（ぜんりつせんせつじょじゅつ、英: Prostatectomy）は、前立腺の全部または一部を外科的に摘除する手術である。英語の“Prostatectomy”はギリシア語: προστάτης, prostátēs「前立腺」と ἐκτομή, ektomē「切除」に由来する。この手術は尿閉の原因となる良性疾患のほか、前立腺癌や他の骨盤内癌に対しても行われる。
前立腺切除術には主に2種類に分けられる。単純前立腺切除術（たんじゅんぜんりつせんせつじょじゅつ、英: Simple prostatectomy）または前立腺亜全摘除術（ぜんりつせんあぜんてきじょじゅつ、英: Subtotal prostatectomy）は前立腺の一部のみを摘除する手技で、通常良性疾患に対してのみ実施される。根治的前立腺全摘除術（こんじてきぜんりつせんぜんてきじょじゅつ、英: Radical prostatectomy）は前立腺全体の他にも精嚢、精管を摘除するもので、癌に対して行われる。
根治的前立腺全摘除術には開腹手術（下腹部を大きく切開する）、腹腔鏡下手術、腹部または会陰部からのロボット支援下手術（低侵襲手術の一種）など、様々な方法がある。
レーザー前立腺摘除術（ホルミウムレーザー前立腺核出術：HoLEP）では、尿道を塞いでいる余分な前立腺組織をレーザーで切断して取り除き、別の器具で前立腺組織を小さな断片に切断し、簡単に摘出することができる。HoLEPは、重度の前立腺肥大のある男性の選択肢となり得る。
前立腺摘除術の説明に用いられる用語としては他に：           
- 神経温存：陰茎の勃起を促進する血管や神経を切除せず体内に残す。
- 限定的骨盤内リンパ節郭清術：前立腺の周囲および近傍のリンパ節を切除する（一般的には、前方に外腸骨静脈（英語版）、後方に閉鎖神経、近位に内腸骨動脈（英語版）の起始部、遠位にクーパー靭帯、中央に膀胱、側方に骨盤側壁で規定される領域）[5]。
- 拡大骨盤内リンパ節郭清術（Extended pelvic lymph node dissection; e-PLND）: 前立腺から遠いリンパ節も摘出する（通常、限定PLND領域の後方境界を骨盤底まで拡張する）[5]。

## 適応

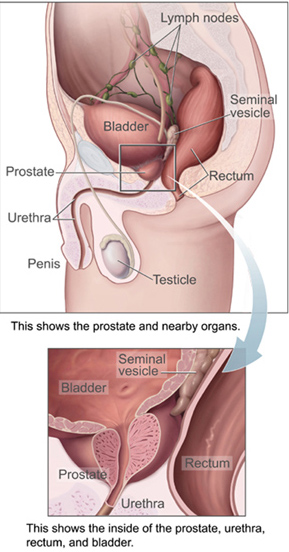
前立腺および周辺組織

### 良性前立腺疾患
前立腺切除術の対象となる良性疾患には、急性尿閉、再発性尿路感染症、制御不能な血尿、膀胱出口閉塞に続発する膀胱結石、内科的治療または低侵襲治療に抵抗性の膀胱出口閉塞による重大な症状、慢性膀胱出口閉塞に続発する慢性腎臓病などがある。

### 前立腺癌
根治的前立腺全摘除術は悪性癌の治療として行われる。前立腺癌の場合、最適な治療法はその疾患のリスクレベルによって異なってくる。「超低リスク」および「低リスク」と分類される殆どの前立腺癌では根治的前立腺全摘除術は複数ある治療選択肢の一つであり、他に放射線療法、経過観察、積極的監視療法などがある。「中リスク」および「高リスク」前立腺癌の場合、他の治療選択肢に加えて根治的前立腺全摘除術が推奨されることが多い。根治的前立腺全摘除術は、癌が前立腺の外、リンパ節や体の他の部位に転移している場合には推奨されない。高リスクのがんに対する最適な治療法を決定する前に、CT、MRI、骨スキャンを用いた画像検査が行われ、癌が前立腺外に転移していないことが確認される。

## 手技

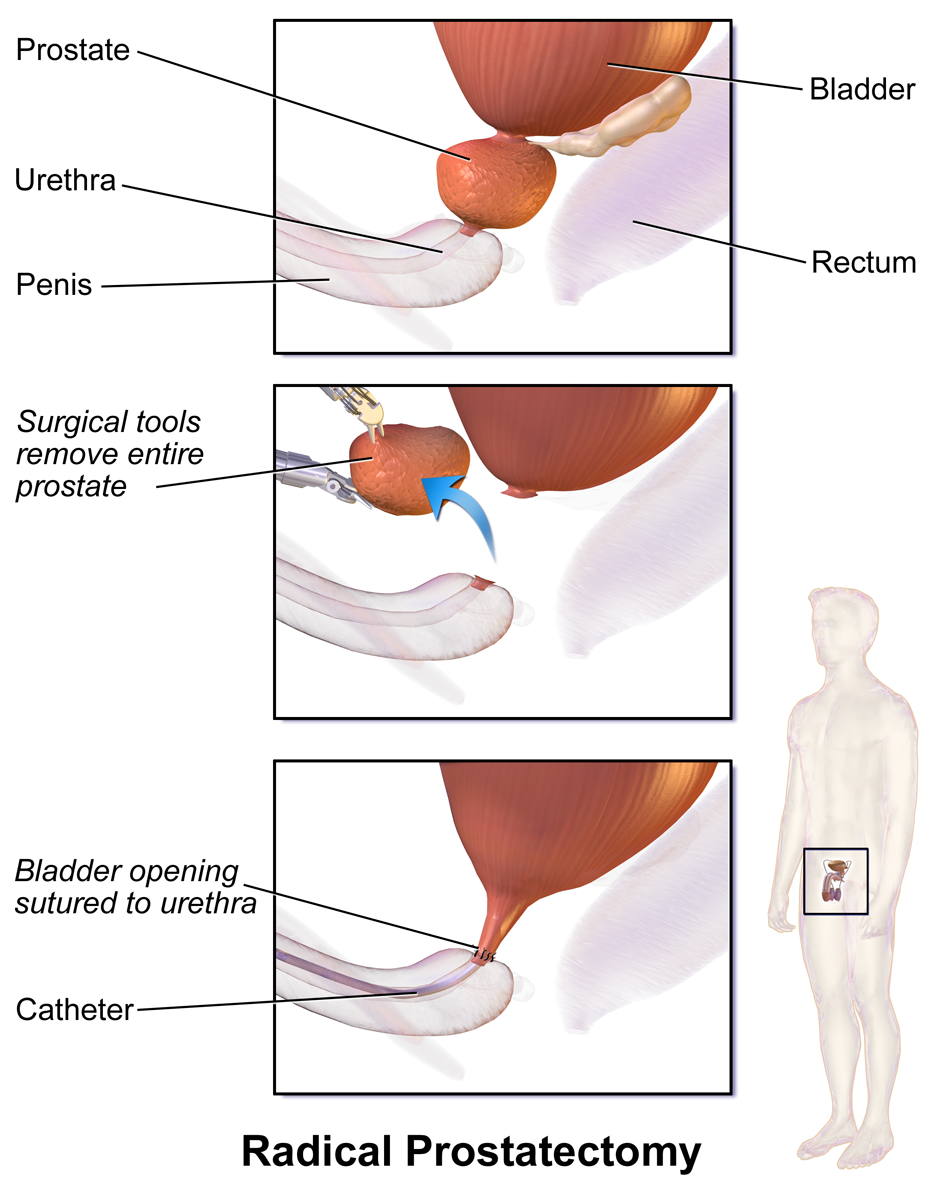
根治的前立腺全摘除術

前立腺切除術の術式は複数存在する：

### 開腹式手術
開腹前立腺切除術（英: Open Simple Prostatectomy）では、下腹部または会陰部から大きな単一切開によって前立腺に到達する。更にこの切開によって前立腺に解剖学的にどのようにアクセスするかを説明する用語がある（恥骨後方切開法 (Retropubic) vs 恥骨上方切開法 (Suprapubic) vs 会陰切開法 (Perineal)）。恥骨後方前立腺切除術は、下腹部から恥骨の後ろを通って前立腺にアクセスする手術を指す。恥骨上前立腺切除術は、下腹部から膀胱を切開して前立腺に到達する手術である。会陰式前立腺摘除術は、腹部の下側にある直腸と陰嚢の間を切開して行われる。
根治的前立腺全摘除術（英: Radical Prostatectomy）では前立腺と共に精嚢、精管を摘除し、同時に骨盤リンパ節郭清を行う。更に広範囲に進行している症例では根治的膀胱前立腺全摘除術（英: Radical cystoprostatectomy）として膀胱を共に切除する。膀胱前立腺全摘除術は進行膀胱癌に対しても実施される。

### 低侵襲手術
経尿道的前立腺切除術（英: Transurethral Resection of the Prostate; TURP）は前立腺組織を電気メスで削り取る術式であり出血が多い。出血を抑える目的でレーザー光を用いて焼灼（英: Ablation）する方法を光選択的前立腺レーザー蒸散術（英: Photoselective Vaporization of the Prostate; PVP）、高温の水蒸気で凝固させ取り除く方法を経尿道的水蒸気治療（英: Watervapor energy; WAVE）と呼ぶ。これらは前立腺肥大症に対して実施する。局所（浸潤・転移のない）前立腺癌にマイクロ波を照射して凝固・焼灼する手技を前立腺癌マイクロ波焼灼・凝固療法（英: Microwave for focal therapy of prostate cancer）、アルゴンガスで凍結させて癌細胞を死滅させる方法を前立腺凍結療法（英: Focal cryotherapy for prostate cancer）という。
経尿道的前立腺核出術（英: transurethral enucleation with bipola; TUEB）では肥大した前立腺の内腺を外腺より剥離し摘出する。内腺の剥離をホルミウムレーザーで行うものを経尿道的レーザー前立腺切除術（英: Holmium Laser Enucleation of the Prostate; HoLEP）と呼ぶ。ジェット水流を用いて神経や筋肉の温存を企図したものがアクアブレーション（英: Aquablation）である。

### ロボット支援手術
ロボット支援根治的前立腺全摘除術（英: Robot Assisted Radical Prostatectomy; RARP）では腹部に小さな切開部を複数設けてロボット支援器具を挿入し、医師が操作する。コンピュータ支援器具により従来の腹腔鏡手術に比べて器用さと視野が向上するが、触覚フィードバックはない。コンピュータ支援腹腔鏡（computer-assisted laparoscopy; CALP）について特別な訓練を受けて充分な経験を積んだ外科医が実施する場合、開腹前立腺摘除術と比較して、切開創が小さく、痛みが少なく、出血が少なく、感染のリスクが少なく、治癒までの時間が短く、入院期間が短いなどの利点がある。長期的な機能的優位性や腫瘍学的優位性はまだ確立されていない。

## リスクと合併症
前立腺摘出術を含むあらゆる外科手術の直後に起こる合併症には、出血のリスク、切開部位または全身の感染のリスク、脚または肺に血栓が発生するリスク、心臓発作または脳卒中のリスク、および死亡のリスクなどがある。
ラテックスアレルギーのある患者の尿路にラテックスカテーテルが挿入されると、重篤な炎症が起こる。特に根治的前立腺全摘除術を受けた場合は、傷口が開いておりその露出が2週間ほど続くため、炎症はより深刻になる。激しい痛みはこのような状態を示唆している可能性がある。
患者は根治的前立腺全摘除術後に、性欲、陰茎の形態、オーガズム機能の障害を含む性的反応の変化を経験する可能性がある。医学雑誌Reviews in Urologyに掲載された2005年の論文には、根治的前立腺全摘除術後の合併症発生率が以下の様に記載されている：死亡率0.3%未満、インポテンツ50%超、射精障害100%、オルガスム機能障害50%、失禁5～30%未満、肺塞栓症1%未満、直腸損傷1%未満、尿道狭窄5%未満、輸血の必要な状態20%。

### 勃起不全
前立腺を外科的に切除すると患者が勃起不全を経験する可能性が高くなる。根治的前立腺全摘除術は外部照射放射線療法よりも性機能の低下が大きい。神経温存手術は患者が勃起不全を経験するリスクを軽減する。ここで神経温存手術の執刀医の経験と技量は、患者の勃起機能が改善する可能性を決定する重要な要素である。
前立腺摘出術を受けた患者は、術式の性質上射精することができなくなり、将来的に生殖能力を望む場合には生殖補助医療が永続的に必要となる。経尿道的前立腺切除術（TURP）、開腹手術またはレーザーによる腺腫核出術、前立腺レーザー蒸散術の後には、正常な射精機能の温存が可能であるが、それでも逆行性射精はよく見られる問題である。射精機能の温存は、幾つかの新しい手技の目標となっている。前立腺と精嚢が摘出されると、たとえ部分的な勃起が得られたとしても射精は全く異なる体験となり、これらの器官が損傷を受けていない状態での我慢できない射精感は殆ど得られなくなる。

### 尿失禁
前立腺摘除術を受けた患者は手術直後から長期にわたって少量の尿を漏らすリスクが高く、コンドームカテーテルやおむつパッドなどの尿失禁用具を必要とすることが多い。尿失禁の発生率に関する大規模な分析では、術後12ヵ月で75％の患者はパッドを必要としなかったが、9～16％の患者はパッドを必要とした。長期的な尿失禁のリスクを高める要因としては、高齢、高BMI、合併症の多さ、手術で切除した前立腺の大きさ、外科医の経験や技術などが挙げられる。
前立腺摘除術に続発する尿失禁に対する外科的管理の選択肢には、会陰スリング（吊り帯）および人工尿道括約筋の留置がある。男性における長期転帰に関するデータは限られているが、会陰スリングは前立腺摘除術後の軽度～中等度の尿失禁に対して用いられる。ある後ろ向き研究では、前立腺摘除術後の尿失禁に対する会陰スリング留置の成功率は、追跡調査期間中央値22ヵ月で86％であった。人工尿道括約筋は男性の中等度から重度の尿失禁に用いられ、長期的有効性と安全性が良好であることが示されている。前立腺摘出術後の尿失禁に対する人工尿道括約筋の使用は、欧州泌尿器科学会および国際失禁会議の勧告によって支持されている。
経尿道的充填剤注入は前立腺摘出術後の尿失禁の管理において殆ど効果がなく、これらが何らかの改善を齎すという証拠は弱い。骨盤底筋トレーニングは、前立腺摘出術後の尿失禁の回復を早める可能性がある。

### 術後性機能障害への救済策
術後の勃起体験が手術前の状態に戻ったとされることはまず無い。しばしば言及される勃起回復率は、回復期治療にシルデナフィルを追加することで達成される。
術後性機能障害の治療法には、以下のものがある：
- 投薬治療
- 尿道坐剤
- 海綿体内注射（英語版）
- ペニス増大ポンプ
- 陰茎インプラント（英語版）

## 実施件数
2022年4月〜2023年3月に日本で実施された前立腺悪性腫瘍に対する手術の件数は27,542件、前立腺肥大症に対する手術の件数は25,875件であった。前立腺肥大症手術では経尿道的に実施されたものが97%を占めた。2024年現在、前立腺癌手術はほぼ全てロボット支援手術で行われているとされる。
前立腺癌の治療法としての根治的前立腺全摘除術実施件数は、1980年から1990年にかけて大幅に増加した。2000年時点で、限局性前立腺癌に対して根治的前立腺全摘除術を受けた男性の平均年齢は62歳であった。

## 歴史
初めて計画的に実施された恥骨上方切開前立腺摘除術は、1885年、1886年、または1887年にシカゴのクック郡病院で行われたと一般に思われている。1904年にはジョンズ・ホプキンス・ブレイディ泌尿器科研究所で根治的会陰切開前立腺全摘除術が開発されたが、これは一般的に実施可能となった最初の手技であった。1945年に根治的恥骨後式前立腺摘除術が開発された。その後、出血を最小限に抑えた最新の神経温存恥骨後式前立腺摘除術が開発された。最初の腹腔鏡下前立腺摘除手術は1991年に実施された。